# Francesco Boncompagni (1592–1641)

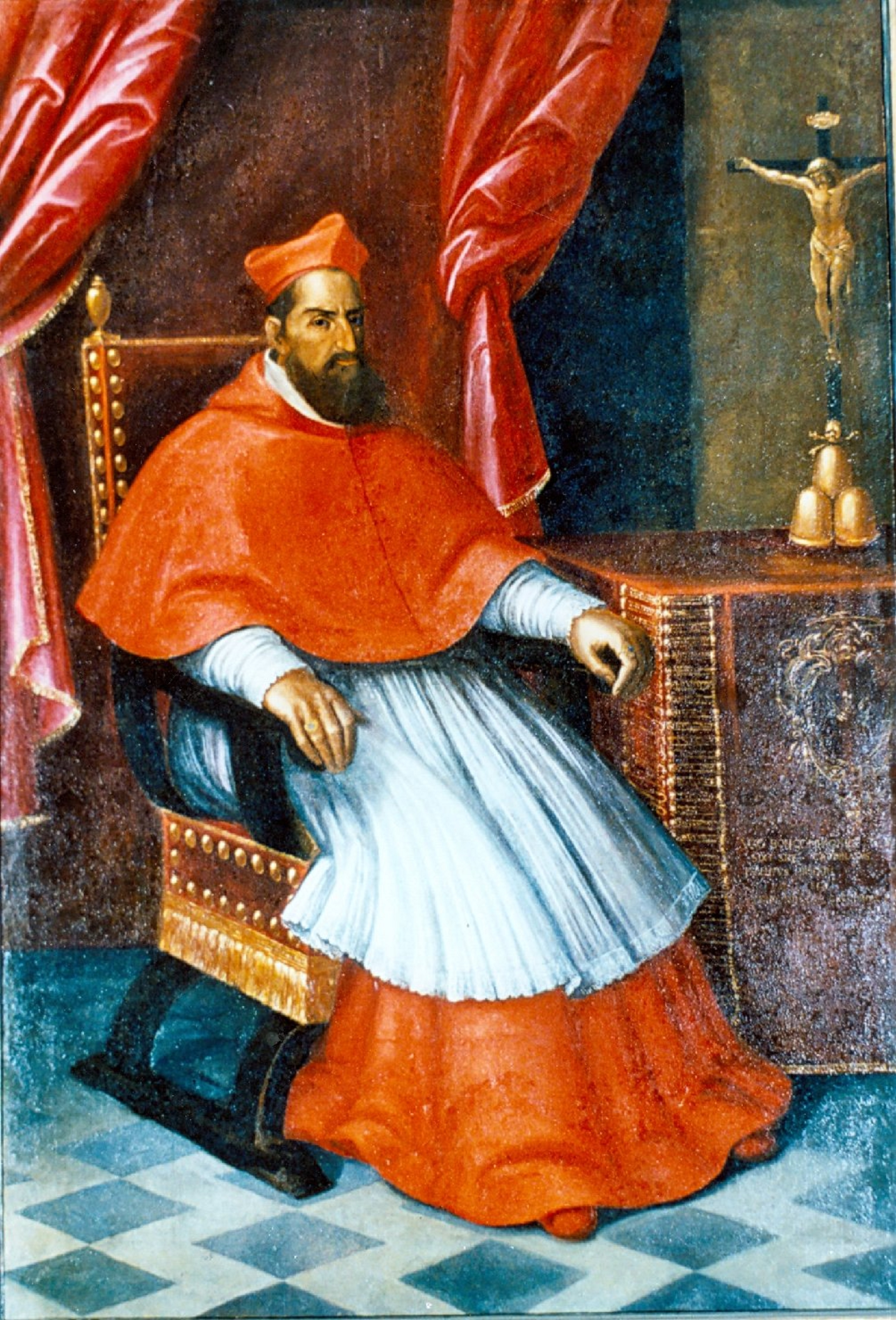
Francesco Kardinal Boncompagni (Porträt in Öl, unbekannter Meister, 1. Hälfte 17. Jh.)

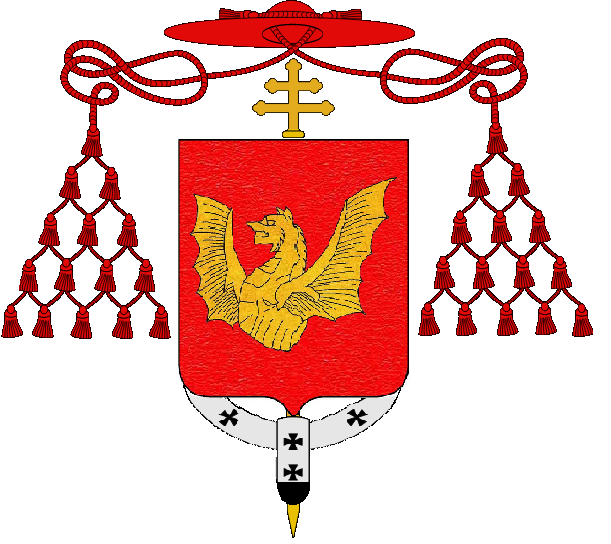
Wappen von Kardinal Boncompagni

Francesco Boncompagni III. (* 21. Januar 1592 in Sora; † 9. Dezember 1641 in Neapel) war ein italienischer Kardinal und katholischer Erzbischof.

## Leben
Francesco Boncompagni wurde am 21. Januar 1592 in Sora als Sohn von Giacomo Boncompagni, Herzog von Sora und Akkon, und Costanza Sforza di Santa Fiora geboren. Francesco war der Großneffe von Papst Gregor XV., Neffe der Kardinäle Filippo Boncompagni und Francesco Sforza sowie Onkel des Kardinals Girolamo Boncompagni und Großonkel des Kardinals Giacomo Boncompagni.
Francescos Ausbildung erfolgte an der Universität Bologna, wo er in Utroque iure promovierte.
Boncompagni war für eine kirchliche Laufbahn vorgesehen und begann sie als Priester in Neapel, wo er am 26. November 1607 von seinem Bruder die Abtei Santa Maria in Capellis als Kommendatarabt übernahm. Giacomo Boncompagni übertrug ihm am 5. Dezember 1609 das Patronatsrecht von Santa Maria degli Zapponi und Santa Lucia in Fontana. Dies wurde jedoch im folgenden Jahr von der Sacra Rota zu Gunsten von Kardinal Giovanni Battista Leni aufgehoben. Boncompagni erhielt sie erst am 28. Mai 1622 von Papst Gregor XV. zurück.
Nach seiner Übersiedlung nach Rom wurde Francesco zum Referendar an der Apostolischen Signatur ernannt. Vom 21. Februar 1621 bis 17. April 1621 war er als Vizegouverneur von Fermo tätig.
Sein Onkel, Papst Gregor XV., war ihm besonders wohlwollend gesonnen und erhob ihn im Konsistorium vom 19. April 1621 zum Kardinal. Seinen Galero und den Rang eines Kardinaldiakons erhielt er am 17. Mai 1621 mit der Titelkirche Sant’Angelo in Pescheria. Es folgten zahlreiche kirchliche Ämter und Vergünstigungen: am 15. Mai 1621 Abt von San Lorenzo fuori le Mura in Rom, am 14. Juni 1621 Kommendeabt in Città di Castello, am 8. November 1621 Kommendeabt von Santi Fulgenzio e Oronzo und am 21. Februar 1622 das Amt des Legaten a latere in Umbrien. Am 11. Juli 1622 erfolgte seine Wahl zum Bischof von Fano (Marken) mit Dispens, da er das erforderliche Alter noch nicht erreicht hatte. 1623 erhielt Boncompagni in der Oberkirche der Basilika von Assisi durch den dortigen Bischof Marcello Crescenzi die Bischofsweihe.
Nachdem durch den Tod von Kardinal Decio Carafa das Erzbistum Neapel frei wurde, erhielt es Boncompagni am 2. März 1626 von Papst Urban VIII. In seinem Erzbistum hielt er mehrere Synoden ab.
Am 16. März 1626 wechselte er als Kardinaldiakon auf die Titeldiakonie Sant’Eustachio und am 6. Februar 1634 wurde er Kardinalpriester der Titelkirche Santi Quattro Coronati.
Boncompagni nahm am Konklave von 1623 teil, das Papst Urban VIII. wählte.
Der Kardinal starb am 9. Dezember 1641 im Alter von 49 Jahren. Seine Beisetzung erfolgte im Dom von Neapel, seiner Kathedrale.